# ليف رافائيل
ليف رافائيل (بالإنجليزية: Lev Raphael)‏ (1954، نيويورك في الولايات المتحدة)؛ صحفي، كاتب، مؤلف وروائي أمريكي.